# Ramme (by)
Ramme er en landsby i det nordlige Vestjylland med 377 indbyggere  (2024). Ramme er beliggende 10 kilometer sydvest for Lemvig.
Den lille stationsby ligger i Region Midtjylland og hører under Lemvig Kommune. Ramme Kirke og byen tilhører Ramme Sogn. Ramme Station er station på Lemvigbanen. Lidt udenfor byen ligger en lille dyrehave.
Et 10 MW ammoniak-anlæg, drevet af 12 MW vindmøller og 39 MW solceller, er under opførelse.